# 維爾德貝格山 (維也納)
48°9′11.3″N 16°14′36.2″E / 48.153139°N 16.243389°E

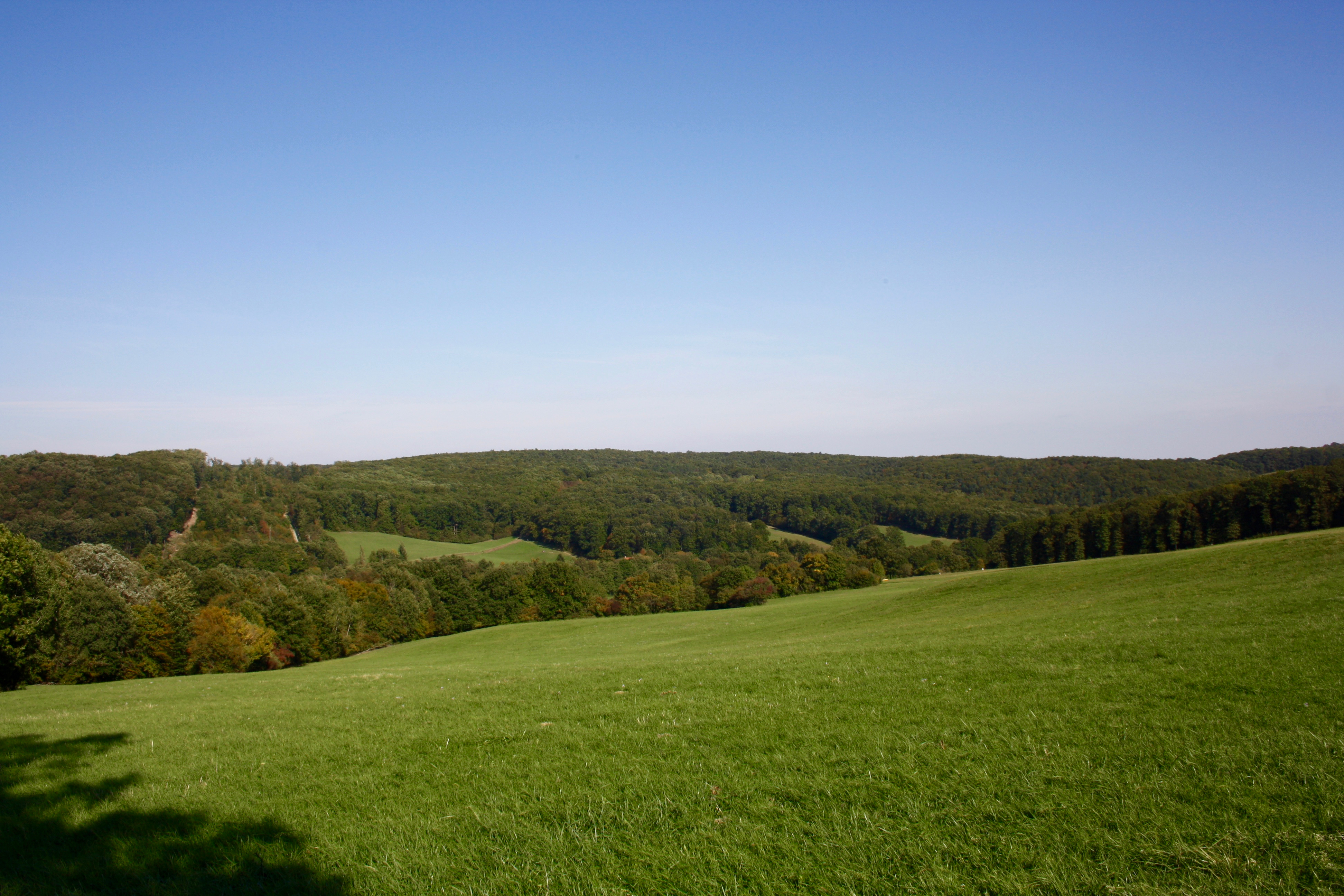

維爾德貝格山（德語：Wilder Berg），是奧地利的山峰，位於該國東北部，由維也納負責管轄，屬於維也納林山的一部分，距離中艾希貝格山1.8公里，海拔高度370米。